# Barösundsfjärden
Barösundsfjärden är en fjärd i Finland. Den ligger i landskapet Nyland, i den södra delen av landet, 60 km sydväst om huvudstaden Helsingfors.
Barösundsfjärden utgör den nordvästra grenen av Porkalafjärden medan Obbnäsfjärden utgör den nordöstra.